# 福州海峡国际会展中心
福州海峡国际会展中心位于中国福州市仓山区城门镇，于2010年5月18日建成并投入使用，建筑综合体由两个椭圆形展厅和中轴线上的会议中心组成，占地面积67万平方米。海峡国际会展中心是福州标志性建筑之一。

## 举办展会

### 海峡两岸经贸交易会
海峡两岸经贸交易会，又称海交会、“5·18”，于每年5月18日前后举办，1999年举办第一届，2010年第十二届起在海峡国际会展中心举办。2004年第六届起与中国福建商品交易会合并展出，2018年第二十届起与21世纪海上丝绸之路博览会合并展出。

### 中国·海峡项目成果交易会
中国·海峡项目成果交易会，又称“6·18”，于每年6月18日前后举办，2003年举办第一届，2010年第八届起在海峡国际会展中心举办。原名中国·福建项目成果交易会，2008年第六届起改称现名。

### 数字中国建设峰会
数字中国建设峰会一般于每年4月底或5月初举办，2018年举办第一届。

## 公共交通
- 地铁：6号线 潘墩站（展館南側）、4号线 会展中心站（展館西側）